# Cionus tuberosus
Espèce
Cionus tuberosus est une espèce d'insectes coléoptères de la famille des Curculionidae (charançons).

## Classification
L'espèce Cionus tuberosus est décrite par l'entomologiste français Léon Fairmaire (1820-1906) en 1903.